# Joseph Allamano
Joseph Allamano,  né le 21 janvier 1851 à Castelnuovo Don Bosco, et mort le 16 février 1926 à Turin, est un prêtre catholique italien fondateur des Missionnaires de la Consolata et des Sœurs missionnaires de la Consolata.
Déclaré Saint et bienheureux par l'Église catholique, il est commémoré le 16 février de chaque année. Il est canonisé en 2024.

## Biographie
Joseph Allamano naît à Castelnuovo en 1851 dans une famille très pieuse. Sa mère est la sœur de Joseph Cafasso (canonisé 1947), recteur du Sanctuaire de la Consolata. 
Il étudie à l’école de saint Jean Bosco à Turin. En 1873, il est ordonné prêtre diocésain à Turin et diplômé en théologie en 1877.
En 1880, il est nommé recteur du sanctuaire de la Consolata, poste qu'il gardera jusqu'à sa mort. Il gère également la formation des prêtres et commence d'importants travaux de rénovation de la basilique.
Le 29 janvier 1901, il fonda l'institut missionnaire de la Consolata, l'année suivante, quatre premiers missionnaires partent pour le Kenya. Compte tenu de la nécessité de la présence de religieuses dans l'apostolat, il fonde en 1910 les Sœurs missionnaires de la Consolata.
En 1912, avec d'autres instituts missionnaires, il fait part au pape Pie X du manque de connaissances du clergé et des fidèles sur les activités des missions, et appelle à la mise en place d'une journée de sensibilisation, la Journée missionnaire mondiale sera instituée par Pie XI en 1926. Joseph Allamano meurt à Turin le 16 février 1926. 
Il est béatifié par Jean-Paul II à Rome le 7 octobre 1990. Sa fête est fixée au 16 février par le Martyrologe romain. Il est canonisé par François à Rome le 20 octobre 2024.